# Filomeno Gonzales Bactol
Filomeno Gonzales Bactol (* 29. November 1939 in Carigara) ist ein philippinischer Geistlicher und emeritierter römisch-katholischer Bischof von Naval.

## Leben
Filomeno Gonzales Bactol empfing am 6. April 1968 die Priesterweihe.
Papst Johannes Paul II. ernannte ihn am 29. Juli 1981 zum Weihbischof in Palo und Titularbischof von Germaniciana. Die Bischofsweihe spendete ihm der Apostolische Nuntius auf den Philippinen, Erzbischof Bruno Torpigliani, am 15. Oktober desselben Jahres; Mitkonsekratoren waren Cipriano Urgel y Villahermosa, Bischof von Palo, und Fernando Sabogal Viana, Weihbischof in Dumaguete.
Am 29. November 1988 wurde er zum Bischof von Naval ernannt. Am 13. Oktober 2017 nahm Papst Franziskus seinen altersbedingten Rücktritt an.